# Joan Gaspart
Joan Gaspart Solves (Barcelona, 11 de octubre de 1944) es un empresario hotelero español. Dirige el grupo hotelero HUSA (Hostelería Unida Sociedad Anónima), es presidente del consorcio Turismo de Barcelona, y cónsul general honorario de las Islas Seychelles en España. Desde el verano del 2017 es vicepresidente para Asuntos Internacionales e Institucionales de la Real Federación Española de Fútbol. 
Pese a sus múltiples actividades, es popularmente conocido por su vinculación al Fútbol Club Barcelona, entidad de la que fue vicepresidente primero durante 22 años (entre 1978 y 2000, bajo la presidencia de Josep Lluís Núñez); y 36º presidente del club durante tres años: entre julio de 2000 y febrero de 2003.
Está casado con Marita Bueno, con la que tuvo cinco hijos: María, José, Juan, Guillermo e Isabel. Hombre de profundas creencias religiosas, es católico practicante, y cooperador del Opus Dei. Políticamente se declara como "un catalanista no independentista".

## Trayectoria como empresario
La vocación empresarial de Joan Gaspart le viene por herencia familiar. Su abuelo paterno, José Gaspart Bulbena, fue el fundador de la empresa HUSA (Hoteles Unidos Sociedad Anónima) en 1930. En uno de los hoteles propiedad de la familia, el Hotel Reina Victoria de Valencia, se conocieron sus padres, José Gaspart Bulbena y Pepita Solves, que continuaron y ampliaron la empresa. 
Joan Gaspart Solves empezó a trabajar a los 14 años, como botones en uno de los hoteles familiares. Siguió desarrollando diferentes ocupaciones hasta que en 1969, a los 25 años de edad, fue nombrado director del Hotel Oriente, uno de los hoteles de la empresa familiar, situado en plena Rambla de Barcelona. 
En 1982 fue nombrado director general del grupo HUSA. Un año antes, en 1981, fue nombrado presidente del Consejo de Empresarios de Turismo y secretario de la Asociación de Cadenas Hoteleras de España.
Actualmente el Grupo HUSA, con sede central en Barcelona, cuenta con más de 170 hoteles en 125 ciudades del mundo, y emplea a más de 2000 personas. En febrero de 2014 el grupo HUSA entra en concurso de acreedores con un pasivo de 200 millones de euros.
Spanair fue otra de sus aventuras empresariales que en 2012 entra en concurso voluntario de acreedores después de un gran escándalo de malversación de dinero público.

## Trayectoria en el F. C. Barcelona
Joan Gaspart fue vicepresidente primero del F. C. Barcelona durante 22 años, entre 1978 y 2000, bajo la presidencia de Josep Lluís Núñez. Durante todos esos años, Gaspart se hizo muy popular en la sociedad catalana, y en todo el mundo del fútbol español en general. Destacó por ser un duro negociante que consiguió para el club fichajes tan sonados como los de Diego Armando Maradona, Ronaldo, Romário o Rivaldo. Durante su etapa como vicepresidente también fue conocido por actos en que hizo gala públicamente de su pasión barcelonista. Él mismo se definía como "un forofo" y un "boig noi" (los "Boixos Nois" son los aficionados más radicales del F. C. Barcelona). Muchos de sus actos y declaraciones públicas, sin embargo, le valieron la antipatía de los aficionados de clubs rivales, e incluso la censura de una parte de la afición barcelonista, que exigía mayor seriedad y diplomacia a sus dirigentes.
Tras la dimisión de Núñez, Gaspart se presentó a las elecciones a la presidencia del club, que tuvieron lugar el 23 de julio de 2000. Gaspart obtuvo 25.181 votos (54,87% del total de socios electores), frente a los 19.791 (43,13%) que obtuvo su contrincante electoral, el publicista Lluís Bassat. De esa manera, Gaspart fue elegido el presidente número 36 de la historia del F. C. Barcelona para un período de cinco años.
Joan Gaspart, sin embargo, no pudo cumplir más que la mitad de su mandato y, el 13 de febrero de 2003, dimitió de su cargo en medio de una gran crisis institucional, económica, social y deportiva. Tras su dimisión, no convocó elecciones, sino que renunció al cargo en favor de su vicepresidente Enric Reyna.
La mayoría de medios de comunicación llegó a tildar a Gaspart como uno de los peores presidentes de la historia del F. C. Barcelona. Las razones de tan duras críticas fueron:
- Deportivas: El primer equipo de fútbol no consiguió ningún título en sus tres años presidenciales, pese a que el club invirtió 33.144 millones de pesetas (199,2 millones de euros) en nuevos fichajes en tres temporadas. Inmediatamente después de la marcha de Luís Figo al eterno rival, el Real Madrid, Gaspart contrató a Marc Overmars, del Arsenal FC, por 6500 millones de pesetas (40 millones de euros), el fichaje más caro de la historia del Barcelona hasta la llegada de Zlatan Ibrahimović en 2009.[5] Destacaron también las contrataciones de Javier Saviola en 2001 —para contrarrestar el efecto del fichaje de Zinedine Zidane por el Real Madrid—[6] y de Juan Román Riquelme en 2002, sustituyendo al brasileño Rivaldo.[7] La mayoría de fichajes, especialmente Overmars y Riquelme (que se fue del club con la carta de libertad) fracasaron y no estuvieron a la altura del desembolso que supusieron.

Analistas y aficionados coincidieron en señalar que el gran error de Gaspart en el terreno futbolístico fue, primero, confiar el cargo de entrenador y director técnico a Llorenç Serra Ferrer, después, en 2001, a Carles Rexach; y posteriormente contratar a Louis van Gaal (que ya había abandonado el club años antes envuelto en la polémica) en 2002, dándole plenos poderes deportivos como entrenador. Finalmente, el neerlandés fue destituido a la mitad de la temporada y Gaspart contrató a un cuarto entrenador, Radomir Antić, que sólo consiguió clasificar al equipo para la Copa de la UEFA. Al mal juego y malos resultados del equipo cabe añadir que, durante el mandato presidencial de Gaspart, el Real Madrid ganó una Liga de Campeones, una Copa Intercontinental y dos Ligas, hecho que incrementó la frustración de la afición barcelonista.
- Económicas: Los 33.144 millones de pesetas (199,2 millones de euros) que Gaspart invirtió en nuevos fichajes en tres temporadas, el fuerte incremento de salarios de algunos jugadores, y el descenso de ingresos por la falta de éxitos sumió en una crisis económica al club, como no la conocía desde hacía décadas. De hecho, después de gastar 30 000 millones de pesetas (180 M€) en los mercados de 2000 y 2001, el club se encontraba en tal crisis económica en 2002 que Gaspart se vio obligado a regalar a Rivaldo al A.C. Milan para no tener que pagar su sueldo de 13 M€ brutos.[8] Igualmente, justo después de la marcha de Gaspart, Laporta bajó el sueldo a Kluivert a la mitad (de 12 a 6 millones de euros brutos anuales), debido a la pésima situación económica.[9]

- Sociales: Pese a sus intentos por unir al barcelonismo, Gaspart no pudo superar la fractura social que en el año 2000 había provocado la dimisión del presidente Núñez. Al contrario, se profundizó la división y la crispación entre los aficionados barcelonistas. Se llegó a escenas grotescas como a aparecer sólo en el palco al final de una derrota, para ser silbado y reprobado por la afición a modo de mártir, o ser perseguido por aficionados en las instalaciones del Aeropuerto de Barcelona, a los que el dirigente blaugrana suplicaba que dejasen en paz "por caridad cristiana".

De la presidencia de Joan Gaspart, por otra parte, también cabe destacar aspectos positivos:
- Las secciones deportivas de baloncesto, balonmano y hockey sobre patines sí respondieron a buen nivel deportivo durante los dos años y medio de la "Era Gaspart": sumaron un total de 23 títulos oficiales.

- Sección de baloncesto: 5 títulos

- 2 Liga ACB: 2000-2001 y 2002-2003.
- 2 Copa del Rey: 2000-2001 y 2002-2003.
- 1 Euroliga: 2002-2003.

- Sección de balonmano: 5 títulos

- 1 Liga ASOBAL: 2002–2003.
- 1 Supercopa de España: 2000–2001.
- 2 Copa Asobal: 2000–2001, 2001–2002.
- 1 Copa EHF: 2002–2003.

- Sección de Hockey sobre patines: 13 títulos

- 3 Liga: 2000-2001, 2001-2002 y 2002-2003.
- 2 Copa del Rey: 2002, 2003.
- 2 Copa de Europa: 2000-2001, 2001-2002.
- 3 Copa Continental: 2000-2001, 2001-2002, 2002-2003.
- 2 Copa Ibérica: 2000-2001, 2001-2002.
- 1 Copa Intercontinental: 2000-2001.

- Impulsó la reforma de los Estatutos del Club y la actualización del censo de socios del club.
- Profesionalizó la estructura ejecutiva del Club, incorporando a un director general (Javier Pérez Farguell) como máximo responsable de la gestión diaria de la entidad.
- Promovió la creación del código ético de la Entidad.
- Puso en marcha la construcción de la Ciudad Deportiva Joan Gamper de Sant Joan Despí con el acto de colocación de la primera piedra el 11 de diciembre de 2000.
- Puso en marcha el proyecto "Asiento Libre", con el objetivo de que los socios que no fueran a los partidos pudiesen liberar sus asientos, y así garantizar la máxima ocupación del estadio en los partidos de fútbol.
- Puso en marcha el proyecto "Gent del Barça" con el objetivo de ampliar el número de socios y mejorar los servicios y contraprestaciones de los socios.

## Otras consideraciones
- Vicepresidente del Gremio Hoteles Barcelona.
- Miembro de la Federación Internacional de Hoteles.
- Cónsul general honorario de Seychelles desde 1980.
- Vicepresidente de la Federación Catalana de Fútbol.
- Miembro de la Asamblea del Comité Olímpico Organizador de Barcelona'92.
- Premiado por el Comité Olímpico Internacional con la Orden Olímpica de Plata en 1992.
- Presidente de la Unió Esportiva Sant Andreu.
- Bajo las órdenes de Michelangelo Antonioni realizó un pequeño cameo en la película El Reportero.[10]